# 프라이아다비토리아

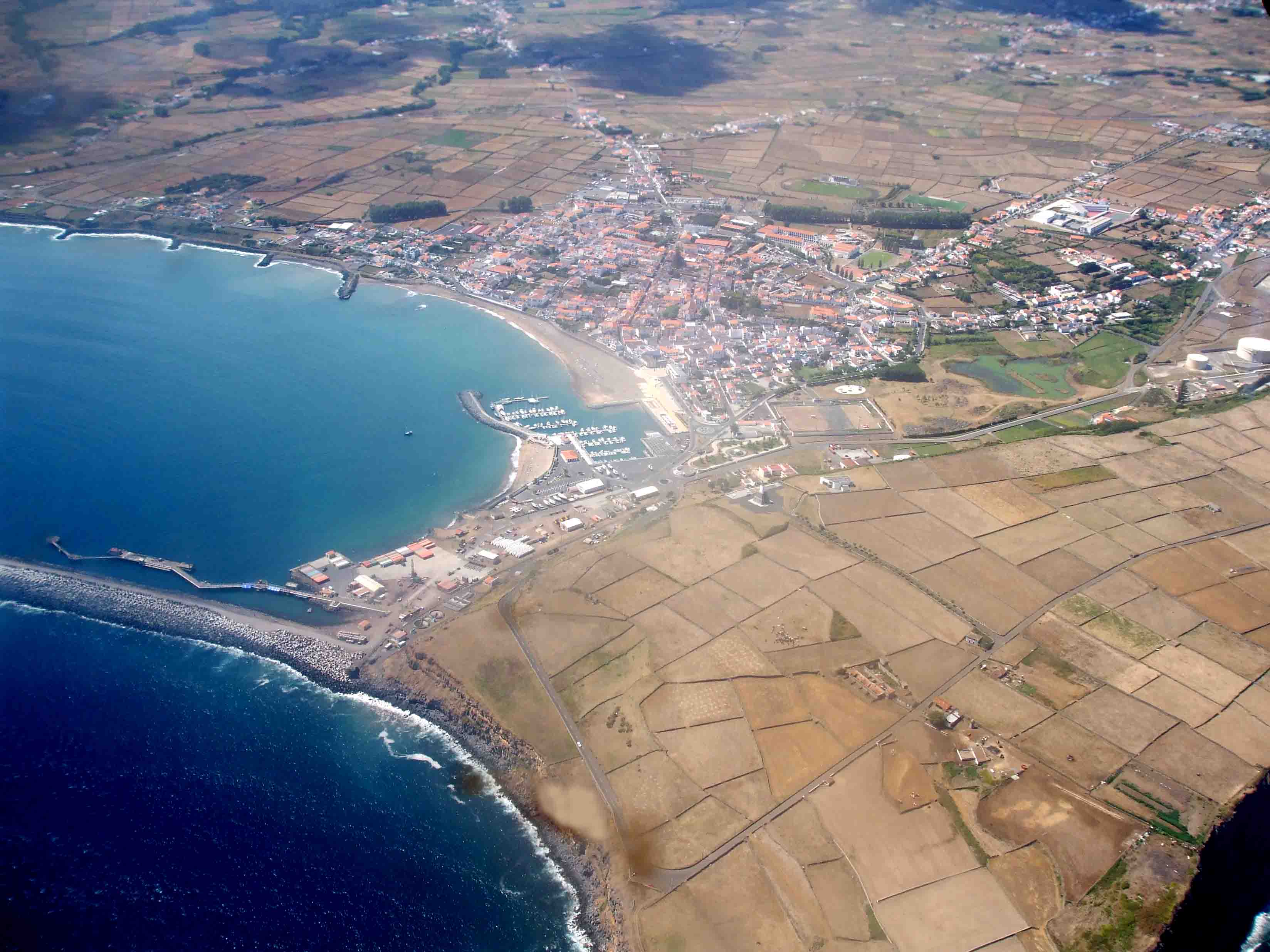
프라이아다비토리아

프라이아다비토리아(포르투갈어: Praia da Vitória)는 포르투갈 아소르스 제도의 섬 중 하나인 테르세이라섬의 주요 도시이다. 면적은 161.27km2, 인구는 2011년 기준으로 21,035명이다.